# هوجو توکیفوسا
هوجو توکیفوسا (به ژاپنی: 北条 時房 Hōjō Tokifusa); ۱ ژانویهٔ ۱۱۷۵ – ۲۵ فوریهٔ ۱۲۴۰) یکی از اعضای خاندان هوجو برادر هوجو یوشیتوکی، شیکن وقت، در اواخر عمر بهکشو اهل ژاپن بود.